# Film et famille
 (janvier 2023).
La mise en forme du texte ne suit pas les recommandations de Wikipédia : il faut le « wikifier ».
Les points d'amélioration suivants sont les cas les plus fréquents. Le détail des points à revoir est peut-être précisé sur la page de discussion.
- Les titres sont pré-formatés par le logiciel. Ils ne sont ni en capitales, ni en gras.
- Le texte ne doit pas être écrit en capitales (les noms de famille non plus), ni en gras, ni en italique, ni en « petit »…
- Le gras n'est utilisé que pour surligner le titre de l'article dans l'introduction, une seule fois.
- L'italique est rarement utilisé : mots en langue étrangère, titres d'œuvres, noms de bateaux, etc.
- Les citations ne sont pas en italique mais en corps de texte normal. Elles sont entourées par des guillemets français : « et ».
- Les listes à puces sont à éviter, des paragraphes rédigés étant largement préférés. Les tableaux sont à réserver à la présentation de données structurées (résultats, etc.).
- Les appels de note de bas de page (petits chiffres en exposant, introduits par l'outil «  Source ») sont à placer entre la fin de phrase et le point final[comme ça].
- Les liens internes (vers d'autres articles de Wikipédia) sont à choisir avec parcimonie. Créez des liens vers des articles approfondissant le sujet. Les termes génériques sans rapport avec le sujet sont à éviter, ainsi que les répétitions de liens vers un même terme.
- Les liens externes sont à placer uniquement dans une section « Liens externes », à la fin de l'article. Ces liens sont à choisir avec parcimonie suivant les règles définies. Si un lien sert de source à l'article, son insertion dans le texte est à faire par les notes de bas de page.
- La présentation des références doit suivre les conventions bibliographiques. Il est recommandé d'utiliser les modèles {{Ouvrage}}, {{Chapitre}}, {{Article}}, {{Lien web}} et/ou {{Bibliographie}}. Le mode d'édition visuel peut mettre en forme automatiquement les références.
- Insérer une infobox (cadre d'informations à droite) n'est pas obligatoire pour parachever la mise en page.

Pour une aide détaillée, merci de consulter Aide:Wikification.
Si vous pensez que ces points ont été résolus, vous pouvez retirer ce bandeau et améliorer la mise en forme d'un autre article.
Film et famille est une fédération chrétienne de ciné-clubs créée en novembre 1944 à Lille (Nord-Pas-de-Calais). Elle est la cinquième fédération habilitée par le Centre national de la cinématographie (CNC) et les bureaux du Ministère de la jeunesse et des sports ; son numéro d’habilitation est donc le 5. Elle est dissoute le 17 décembre 1970.

## Histoire
Dans un contexte de développement de la cinéphilie catholique, l'association Film et famille est créée en novembre 1944 à Lille. Elle s’inscrit dans la continuité de la revue clandestine Caméra (puis Feuillets du cinéma) dirigée par Roger Delacroix et diffusée depuis février 1942. Elle est ainsi la première association de ciné-clubs à voir le jour à la Libération avant que la Fédération française des ciné-clubs (FFCC) ne se constitue et avant que l'Ufocel ne rouvre ses portes. 
Film et famille réunit autour d’un projet commun des catholiques et des protestants laïcs et ecclésiastiques qui appellent à un « redressement artistique » et à un « assainissement moral » du cinéma, dans la continuité de ce que proposent déjà les associations familiales dans l’Entre-deux-guerres. Ainsi, Film et famille propose d’assurer l’information du spectateur, de développer son éducation et sa formation artistique, d’établir une relation entre le public et la corporation du cinéma et d’intervenir auprès des pouvoirs publics pour une politique familiale du cinéma. Dans cette mission, elle est appuyée par de nombreuses associations confessionnelles, familiales et d’action morale :
- Alliance de la jeunesse protestante
- Alliance nationale contre la dépopulation
- les associations familiales protestantes
- Centre départemental des activités familiales
- Confédération générale des familles
- Fédération familiale du Nord de la France
- Ligue de la moralité publique
- le scoutisme français
- Communauté française dont les mouvements Jeunes équipes, Francs compagnons et compagnes françaises sont rattachées
- Ligue républicaine du bien public
- Association des familles de Godewaersvelde
- Association de radiophonie du Nord
- ACJF
- Apel
- Alliance familiales protestantes
- Fédération des familles de France
- Fédération nationale d’action catholique
- Jeunes forces
- Jeunesse protestante
- Ligue féminine d’action catholique
- Ligue républicaine du bien public
- Secrétariats sociaux
- Union des familles nombreuses

En 1951, elle obtient une habilitation à diffuser la culture par le film conformément au décret du 21 septembre 1949 lié au statut du cinéma non commercial. Malgré tout, Film et famille reste davantage liée au ministère de la Santé publique et de la Population et des associations familiales telle l’Union nationale des associations familiales (Unaf).
La fédération s'implante surtout dans la région du Nord-Pas-de-Calais et en particulier autour des bassins miniers et textiles. Certains militants sont d'ailleurs issus de ces industries à l'instar de Maurice Vandenberghe, président à partir de mars 1956, qui était patron d’une entreprise de filature. Ainsi Film et famille s'ancre dans les milieux assez bourgeois des associations familiales du Nord avec une "dimension plus paternaliste que véritablement populaire".
Film et famille connaît une évolution rapide, à la fois dans son fonctionnement et dans son idéologie, puisque très vite le cinéma sera qualifié de « septième art » « expression quasi inédite dans le monde confessionnel ». Tiraillé entre la tendance moraliste et cinéphile, elle peut être perçu comme un « organisme ambigu ».

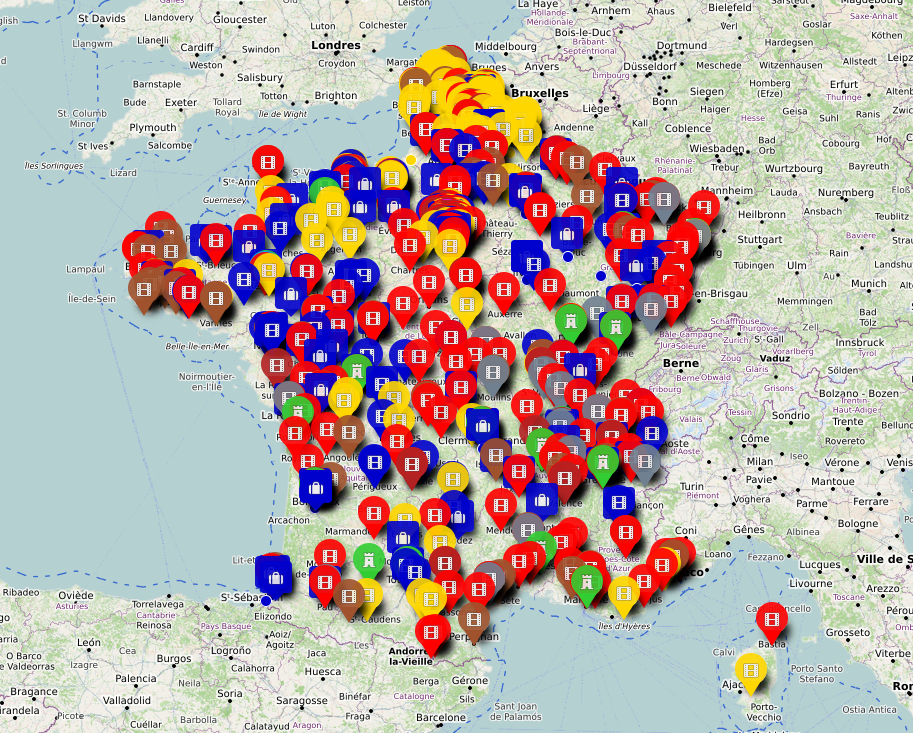
Carte interactive des ciné-clubs proposant les ciné-clubs Film et famille (en jaune)

## Ciné-clubs
Dans le contexte de l’après-guerre, la fédération est directement concernée par l’explosion de la demande du public en matière de cinéma et annonce régulièrement des succès pour ses projections qui ne désemplissent pas. Elle constitue alors des sections locales afin de pouvoir répondre à la demande sans cesse croissante. Ces sections se forment tout d’abord dans la région lilloise (Hellemmes, Lille, Roubaix, Tourcoing…) puis se répandent progressivement dans le département du Nord (Cambrai, Douai, Valenciennes…) et dans celui du Pas-de-Calais (Arras, Béthune, Liévin…). On constate d’ailleurs de fortes concentrations de sections dans le bassin minier (diagonale de Béthune à Valenciennes) mais surtout dans celui du textile (région lilloise : Armentières, Roubaix, Tourcoing).
Film et famille s’implante également de l’autre côté de la frontière, en Belgique, notamment à Estaimbourg (Estaimpuis) et Blandain (Tournai) où enseigne le secrétaire général de la fédération : Bernard Taufour.
En 1952, Film et famille déclare « des séances d’analyses de films, des cercles d’études, des conférences dans 110 villes, paroisses, établissements divers non seulement dans le Nord et le Pas-de-Calais mais aussi dans de nouveaux départements (Somme, Ain, Seine-Inférieure, Aisne) ». En 1955, on compte au minimum plus d’une centaine de cinémas qui ont accueilli ou accueillent régulièrement ou occasionnellement des séances d’analyse de films de sections dans environ 70 communes en s’appuyant particulièrement sur les réseaux de salles catholiques. Selon Léo Souillés-Debats, elle compte à la même période 189 clubs à son actif, c’est-à-dire plus de clubs que la Flecc.

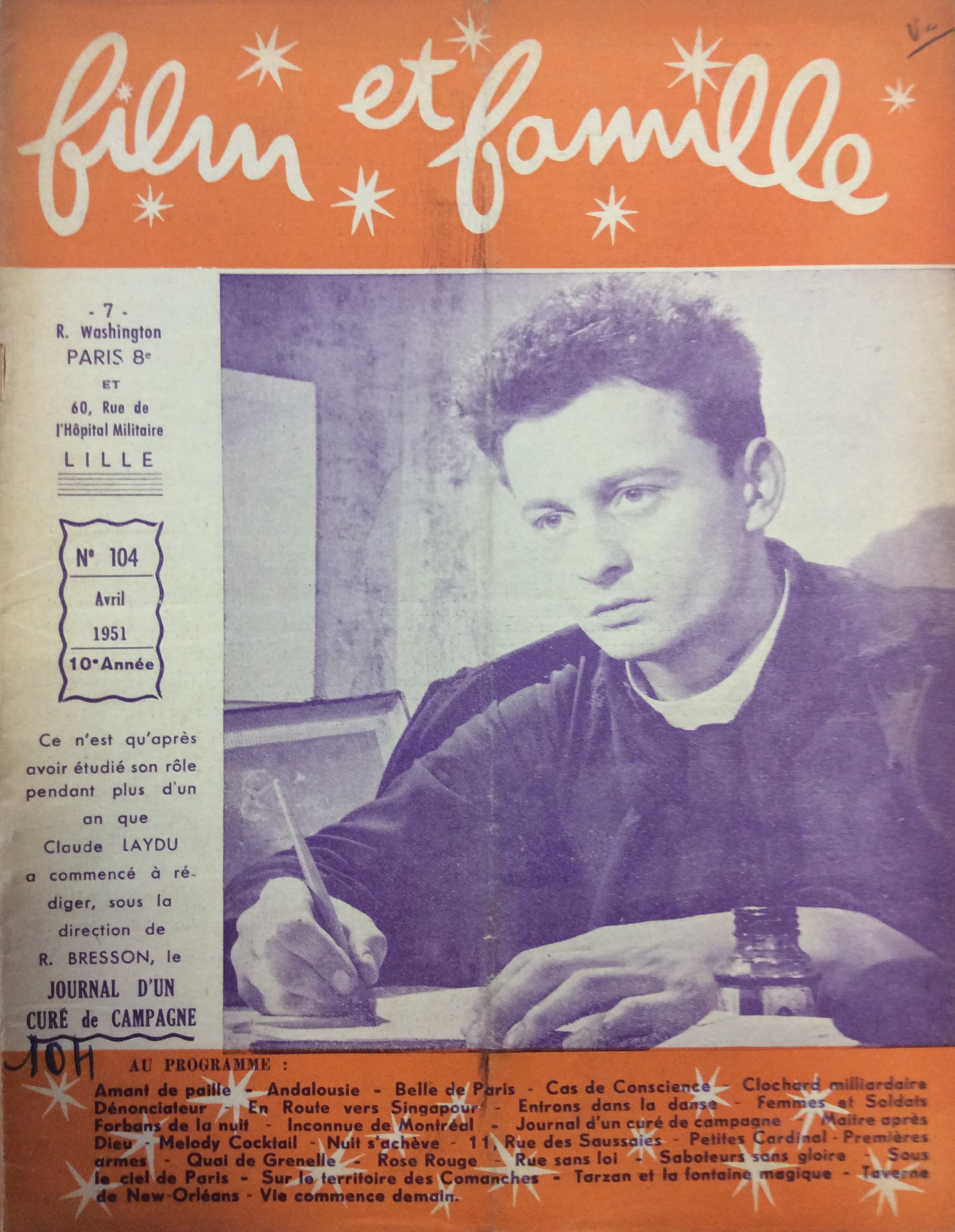
Première de couverture de la revue Film et famille

## Sièges

### Lille
- 35 rue Faidherbe (1945 - 1945) ;
- 19 rue Ponts-de-Comines (1945 - 1947) ;
- 9 palais de la Bourse (1947 - juil-49) ;
- 3 rue Saint-Génois (août-49 - oct-50) ;
- 60 rue de l’Hôpital Militaire (nov-50 - nov-62) ;
- 13 rue Jacquemars-Giélée (déc-62 - juin-66)

### Paris
- 7 rue Washington, (janv-50 - oct-52)
- 50 avenue des Sycomores (nov-52 - nov-56)

## Personnalités
- Roger Delacroix
- Bernard Taufour
- Henri Becquart
- Michel Meura
- Maurice Vandenberghe

## Revues
- Caméra (?)
- Feuillets du cinéma (?-1945)
- Film et famille (1945-1954)
- Écrans de France (1955-1966)